# FK Spartak Zlatibor Voda
FK Spartak Zlatibor Voda sârbă Fudbalski Klub Spartak Zlatibor Voda este un club de fotbal din Subotica, Serbia.Echipa susține meciurile de acasă pe Subotica City Stadium cu o capacitate de 13.000 de locuri.